# Maja Schmid
Maja Schmid (11 de septiembre de 1967) es una deportista suiza que compitió en esquí acrobático, especialista en la prueba combinada.
Ganó dos medallas en el Campeonato Mundial de Esquí Acrobático, oro en 1991 y plata en 1995. Participó en los Juegos Olímpicos de Lillehammer 1994, ocupando el cuarto lugar en la prueba de salto aéreo.

## Medallero internacional
| Campeonato Mundial | Campeonato Mundial           | Campeonato Mundial | Campeonato Mundial |
| Año                | Lugar                        | Medalla            | Competición        |
| ------------------ | ---------------------------- | ------------------ | ------------------ |
| 1991               | Lake Placid (Estados Unidos) | Medalla de oro     | Combinada          |
| 1995               | La Clusaz (Francia)          | Medalla de plata   | Combinada          |